# Wintersportkomplex Raubitschy
Koordinaten: 54° 3′ 52″ N, 27° 44′ 11″ O
Der Wintersportkomplex Raubitschy ist eine Trainings- und Wettkampfstätte für Biathlon und Skispringen, die sich etwa 20 km nordöstlich der belarussischen Hauptstadt Minsk befindet. Sie ist die einzige Anlage dieser Art in Belarus. Neben der Veranstaltung von nationalen und internationalen Wettkämpfen wird Raubitschy ganzjährig als Urlaubsort genutzt.

## Geschichte
1972 war der Internationale Biathlonverband auf der Suche nach einem geeigneten Ort, um die Weltmeisterschaft 1974 zu veranstalten. Es wurde darauf geachtet, dass sowohl die klimatischen als auch die landschaftlichen Verhältnisse geeignet sind, um die Titelwettkämpfe auszutragen. Die Wahl fiel auf das große Waldgebiet Raubitschy nordöstlich von Minsk, das der Anlage dann auch seinen Namen gab.
Die Eröffnung von Raubitschy fand am 24. Januar 1974 statt, wenige Tage vor dem Beginn der Weltmeisterschaft. Obwohl der Bau in kürzester Zeit realisiert wurde, erfüllten die Anlagen alle Erwartungen. Neben Biathlon wurden in den folgenden Jahren viele weitere Wettkämpfe, unter anderem im Skispringen, Skilanglauf und im Freestyle-Skiing, durchgeführt.
Heute erfüllt die Anlage die meisten Anforderungen, um auch Wettkämpfe der höchsten Kategorien der jeweiligen Sportarten zu veranstalten.

## Daten

### Überblick
Das etwa 50 ha große Gebiet wird auch Belarussische Schweiz genannt und liegt am Fluss Usjascha. Neben den Sportanlagen finden sich im Sportkomplex Hotels, Einkaufsmöglichkeiten und ein Museum.

### Ausstattung
Herzstück der Anlage ist das Biathlonstadion, das anlässlich der WM 1974 errichtet wurde. Obwohl ein Großteil der originalen Bauten aus den 1970er Jahren in Raubitschy noch vorhanden sind, präsentiert sich die Anlage heute dank einiger Um- und Neubauten als moderne Wintersport- und Freizeitanlage, die für Sportler und Urlauber ein umfangreiches Angebot bereithält. Zusätzlich zum Biathlonstadion mit den Langlaufstrecken finden sich in Raubitschy eine Skisprungschanze mit einem K-Punkt von 74 m, eine Piste für Freestyle-Skiing sowie ein Eisstadion, in dem Eishockey- und Eisschnelllaufwettbewerbe und weitere Sportarten auf Eis ausgetragen werden. In den Sommermonaten können in Raubitschy mehrere Fitnessstudios, ein Fahrradverleih sowie mehrere Tennisplätze genutzt werden.

### Biathlon und Langlauf
Das Biathlonstadion verfügt über einen Schießstand mit 30 Schießbahnen und erfüllt damit die Anforderungen für internationale Biathlonwettkämpfe. In Verbindung mit einer A-Lizenz der IBU können dort auch Wettkämpfe im Rahmen des Weltcups veranstaltet werden.
Die Langlaufloipen sind insgesamt 20 km lang, der höchste Punkt der Strecken liegt auf 248 m, der tiefste Punkt auf 199 m. Das Stadion liegt auf einer Höhe von 202 m.

### Schanzen

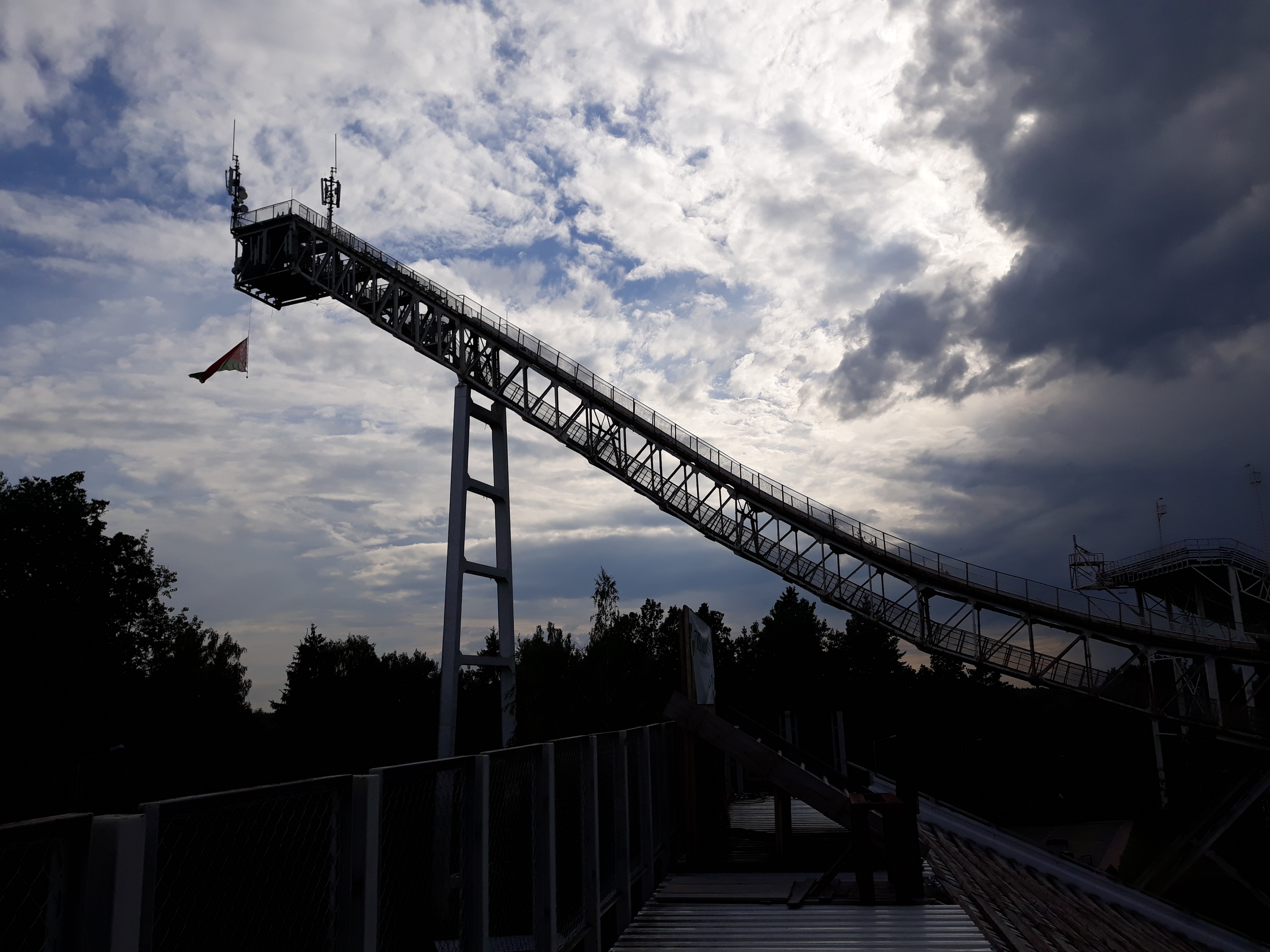
Skisprungschanze Raubitschy

In Raubitschy befindet sich nur eine mittlere Schanze mit einem K-Punkt von 74 m.

## Veranstaltungen

### Biathlon

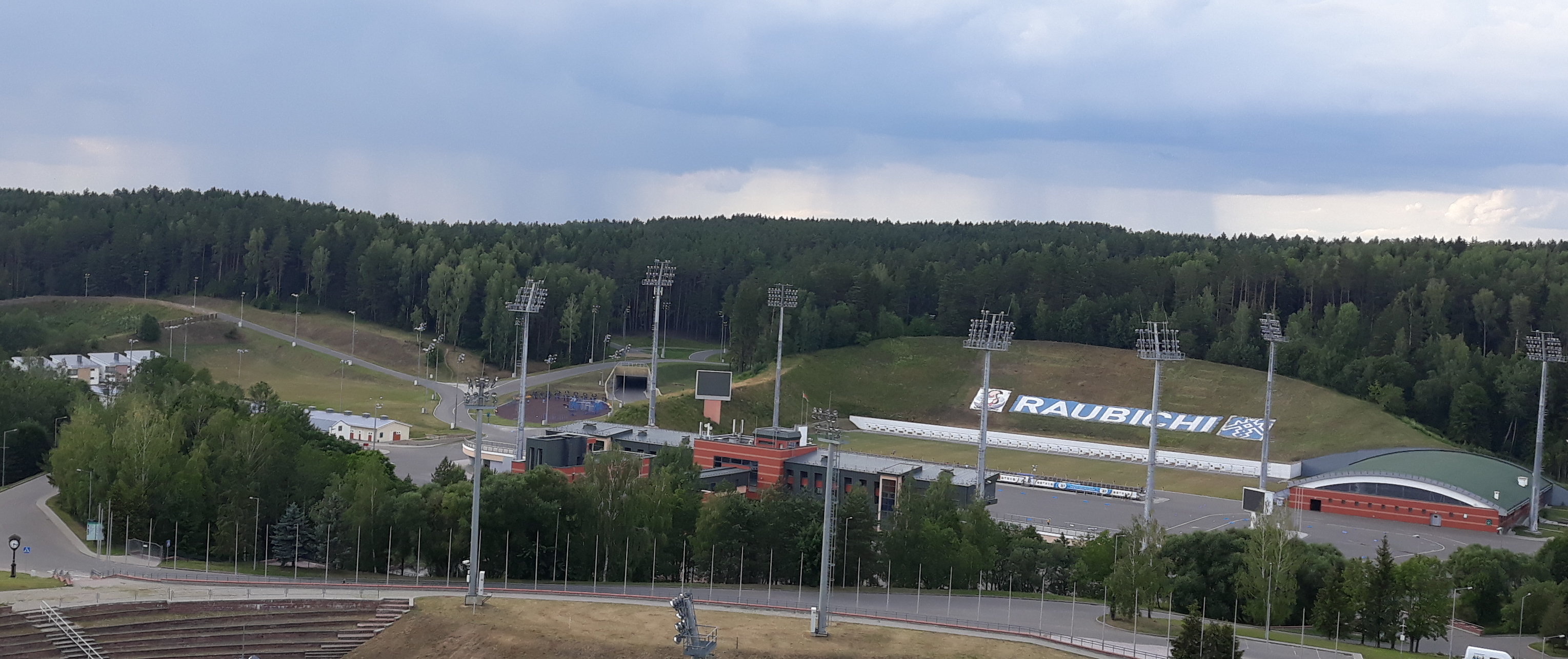
Biathlonstadion Raubitschy

Nach der ersten WM 1974 wurden auch 1982 die Titelkämpfe in Raubitschy ausgetragen. Wegen der Witterungsbedingungen konnten bei der WM 1990 nur die Einzelrennen ausgetragen werden, die restlichen Rennen wurden in Oslo und Kontiolahti nachgeholt.
Raubitschy war zudem Austragungsort der Biathlon-WM der Jugend und Junioren 2015 sowie der Biathlon-Europameisterschaften in den Jahren 1998, 2004 und 2019. Kurz vor Beginn der Biathlon-Europameisterschaften 2020 wurde bekannt, dass Raubitschy ersatzweise für Otepää auch die EM 2020 ausrichten soll, da Otepää aufgrund von zu warmen Wetterprognosen die reibungslose Ausrichtung der Europameisterschaften nicht garantieren konnte.